# 미첼 휫필드
미첼 휫필드(영어: Mitchell Whitfield, 1964년 9월 8일 ~ )는 미국의 배우, 성우이다.
브루클린에서 태어났다.

## 영화
- 닌자 거북이 TMNT (2007년) - 도나텔로 목소리 역
- 헬보이 - 폭풍의 검 (2006년)
- 플라이스 온 큐피드 (2000년)
- 로스트 & 파운드 (1999년)
- 베스트 맨 (1997년)
- 말뚝상사 빌코 (1996년)
- 프렌즈 (1994년) - 배리 파버 역
- 닥터슬론 (1993년)
- 나의 사촌 비니 (1992년) - 스탠 로든스타인 역
- 샌프란시스코에서 하룻밤 (1991년)
- 행운의 반전 (1990년)